# Condat (Lot)
Condat is een gemeente in het Franse departement Lot (regio Occitanie) en telt 332 inwoners (1999). De plaats maakt deel uit van het arrondissement Gourdon.

## Geografie
De oppervlakte van Condat bedraagt 6,1 km², de bevolkingsdichtheid is 54,4 inwoners per km².
De onderstaande kaart toont de ligging van Condat (Lot) met de belangrijkste infrastructuur en aangrenzende gemeenten.

## Demografie
Onderstaande figuur toont het verloop van het inwonertal (bron: INSEE-tellingen).